# جغرافيا جمهورية إفريقيا الوسطى
جمهورية أفريقيا الوسطى، تعتبر دولة غير ساحلية في القارة الأفريقية. يحدها الكاميرون، وتشاد، والسودان وجنوب السودان، وجمهورية الكونغو الديمقراطية، وجمهورية الكونغو. تتكون البلاد من أجزاء كبيرة من هضبة السافانا الهضبة المسطحة أو المتدحرجة، على بعد حوالي 1,640 قدم (500 م) فوق مستوى سطح البحر. في الشمال الشرقي توجد تلال الفرتيت، وهناك تلال متناثرة في الجزء الجنوبي الغربي من البلاد. وفي الشمال الشرقي توجد جبال كار (المعروفة أيضًا باسم يادي ماسيف)، وتعتبرهضبة من الجرانيت يبلغ ارتفاعها 3,750 قدم (1,143 م).
تبلغ مساحة جمهورية إفريقيا الوسطى 622,984 كيلومتر مربع (240,535 ميل2)، وهي تحل المركز ال 45 بين دول العالم في المساحة. وتشابه في الحجم لأوكرانيا أو أصغر قليلاً من ولاية تكساس الأمريكية.
تتكون أجزاء كبيرة من الحدود الجنوبية من روافد نهر الكونغو، حيث يندمج نهر موبوبو في الشرق مع نهر أويل ليشكلان نهر أوبانجي. في الغرب، يتدفق نهر سانغا عبر أجزاء من البلاد. تقع الحدود الشرقية على طول حافة مستجمعات المياه بين الكونغو والنيل.
تتراوح تقديرات مساحة البلد التي تغطيها الغابات تصل إلى 8٪، مع وجود الأجزاء الأكثر كثافة في الجنوب. الغابة متنوعة للغاية وتشمل الأنواع الهامة تجاريا من أيوس وسابيلي وسيبو. معدل إزالة الغابات هو 0.4٪ سنويًا، ويعد الاحتطاب الجائر أمر شائع.

## مناخ
تخضع مناخ جمهورية أفريقيا الوسطى بشكل عام استوائي . المناطق الشمالية لرياح هارماتان ، وتعتبر حارة وجافة ومحملة بالغبار. تتعرض حدود المناطق الشمالية للتصحر . أما بقية أجزاء البلاد فهي عرضة للفيضانات من الأنهار المجاورة. حوالي ثلث سكان جمهورية إفريقيا الوسطى لا يحصلون على مياه نظيفة.
الموقع: وسط أفريقيا ، شمال جمهورية الكونغو الديمقراطية
المساحة - المقارنة:
- كندا: أصغر قليلاً من مقاطعة مانيتوبا
- الولايات المتحدة: أصغر قليلاً من ولاية تكساس

حدود الأرض: المجموع: 5.920 كم الكاميرون 901 كم، تشاد 1,556 كم، جمهورية الكونغو الديمقراطية 1.747 كم، جمهورية الكونغو 487 كم السودان 174 كم وجنوب السودان 1,055 كم
الساحل: 0 كم (غير ساحلي)
التضاريس: تعتبر هضبة واسعة، مسطحة إلى متدحرجة، رتيبة ؛ التلال المتناثرة في الشمال الشرقي والجنوب الغربي
الارتفاع الأقصى: أدنى نقطة: نهر أوبانجي 335 مأعلى نقطة: جبل نجوي 1420 م
الموارد الطبيعية: الماس واليورانيوم والأخشاب والذهب والنفط والطاقة المائية
استخدام الأراضي: الأراضي الصالحة للزراعة: 2.89٪. محاصيل دائمة: 0.13٪. أخرى: 96.98٪ (تقديرات 2012) )
سحب المياه العذبة (المحلية / الصناعية / الزراعية ): المجموع: 0.07 كلم 3 / سنة (83٪ / 17٪ / 1٪) نصيب الفرد: 17.42 م 3 / سنة (2005)
المخاطر الطبيعية: تؤثرالرياح الحارة والجافة والمتربة على المناطق الشمالية ؛ الفيضانات شائعة
البيئة - القضايا الراهنة: مياه الصنبور غير صالحة للشرب ؛ وقد قلل الصيد غير المشروع من سمعته كواحد من آخر الملاجئ الكبيرة للحياة البرية ؛ التصحر
البيئة - الاتفاقيات الدولية: طرف في: التنوع البيولوجي ، تغير المناخ ، التصحر ، الأنواع المهددة بالانقراض ، النفايات الخطرة، حظر التجارب النووية ، حماية طبقة الأوزون ، الأخشاب الاستوائية 94 ، الأراضي الرطبة الموقع عليهاولكن لم تصدق عليها: قانون البحار

## النقاط المتطرفة
هذه قائمة بالنقاط المتطرفة في جمهورية إفريقيا الوسطى، والنقاط التي تقع هي أبعدشمالا أو جنوبا أو شرقا أو غربا من أي موقع آخر.
- أقصى نقطة شمالية - موقع غير مسمى في نهر أوكال على الحدود مع تشاد ، محافظة فاكاغا
- أقصى شرق نقطة - موقع لم يكشف عن اسمه على الفور إلى الشرق من tripoint مع السودان وجمهورية الكونغو الديمقراطية وجنوب مدينة إيزو في السودان، هوت مبومو محافظة
- أقصى نقطة في الجنوب - النقطة الثلاثية مع الكاميرون وجمهورية الكونغو ، محافظة سانغا-مبايري
- أقصى نقطة في الغرب - موقع غير مسمى على الحدود مع الكاميرون غرب بلدة كوندي في جمهورية إفريقيا الوسطى بالقرب من Lokoti في الكاميرون إلى طريق Garoua Boulai ، محافظة نانا مامبيري